# Ville-Dommange
Ville-Dommange település Franciaországban, Marne megyében. Lakosainak száma 405 fő (2022. január 1.). Ville-Dommange Bouilly, Courmas, Jouy-lès-Reims, Les Mesneux és Sacy községekkel határos.

## Népesség
A település népessége az elmúlt években az alábbi módon változott:
| Lakosok száma | 449  | 447  | 473  | 424  | 412  | 402  | 401  | 401  | 402  | 405  |
|               | 1968 | 1982 | 1990 | 2006 | 2013 | 2015 | 2017 | 2019 | 2020 | 2022 |